# Amblyolpium
Amblyolpium es un género de arácnido del orden Pseudoscorpionida de la familia Olpiidae.

## Especies
Las especies de este género son:
- Amblyolpium anatolicum Beier, 1967
- Amblyolpium bellum Chamberlin, 1930
- Amblyolpium biaroliatum (Tömösváry, 1884)
- Amblyolpium birmanicum (With, 1906)
- Amblyolpium dollfusi Simon, 1898
- Amblyolpium franzi Beier, 1970
- Amblyolpium graecum Mahnert, 1976
- Amblyolpium japonicum Morikawa, 1960
- Amblyolpium martinensis Tooren, 2002
- Amblyolpium novaeguineae Beier, 1971
- Amblyolpium ortonedae (Ellingsen, 1902)
- Amblyolpium ruficeps Beier, 1966
- Amblyolpium salomonense Beier, 1970
- Amblyolpium simoni Heurtault, 1970
- †Amblyolpium burmiticus (Cockerell, 1920)